# School's Out (singolo)
School's Out è un singolo del cantante statunitense Alice Cooper, pubblicato il 26 aprile 1972 come unico estratto dall'album omonimo.
Il brano divenne un vero e proprio inno della generazione studentesca degli anni settanta.
Nel 2004 è stato inserito al 319º posto nella lista delle 500 migliori canzoni di tutti i tempi stilata dalla rivista Rolling Stone.

## Esibizioni dal vivo
Alice Cooper ha spesso eseguito il brano dal vivo in coppia con Another Brick in the Wall Part 2 dei Pink Floyd. Una versione mash-up di queste due canzoni è stata incisa per l'album Hollywood Vampires (Hollywood Vampires) nel 2015.

## Tracce
7" Single  Warner Bros. WB 16 188
1. School's Out – 3:29
2. Gutter Cat – 3:45

7" EP Warner Bros. EPW 177
1. School's Out
2. Elected
3. Caught in a Dream
4. Be My love

Old Gold - 7" Single  WEA 9519 (Warner)
1. School's Out – 3:28
2. Elected – 3:40

## Formazione
- Alice Cooper – voce
- Glen Buxton – chitarra
- Michael Bruce – chitarra
- Dennis Dunaway – basso
- Neal Smith – batteria

## Classifiche
| Classifica (1972) | Posizione massima |
| ----------------- | ----------------- |
| Australia         | 22                |
| Austria           | 12                |
| Canada            | 3                 |
| Germania          | 5                 |
| Irlanda           | 2                 |
| Norvegia          | 6                 |
| Paesi Bassi       | 9                 |
| Regno Unito       | 1                 |
| Stati Uniti       | 7                 |

## Cover
Numerose cover del brano sono state incise da artisti quali 45 Grave, Toyah Willcox, Grave Digger, Alex Harvey, Krokus, Alvin and the Chipmunks, Soul Asylum, Sevendust, A*Teens, Rob Zombie, Slash, Megadeth, The Donnas, Alien Sex Fiend, Foo Fighters, Kesha, Les Savy Fav e altri.

## Nella cultura di massa
- Il brano è stato incluso nei film Scream, La vita è un sogno,  Rock 'n' Roll High School e Una notte con Beth Cooper.
- Nel 2012 è apparso in un episodio della terza stagione della serie televisiva Glee, in cui viene eseguito da Mark Salling nei panni di Puck.[11]
- È stato utilizzato anche in diverse puntate della serie animata I Simpson.
- La canzone appare nel videogioco simulatore di strumenti Guitar Hero III: Legends of Rock.